# Проспект Академіка Глушкова
Проспе́кт Акаде́міка Глушко́ва — проспект у Голосіївському районі міста Києва, житловий масив Теремки. Пролягає від Голосіївського проспекту та Васильківської вулиці до межі міста (продовженням слугує Одеське шосе).
Прилучаються вулиці Софії Ковалевської, Василя Касіяна, Бориса Мозолевського, Академіка Заболотного, Кільцева дорога,  Одеська площа та Чабанівська вулиця.

## Історія
Проспект був прокладений у 1950-ті роки як нове шосе Київ — Одеса і 1957 року увійшов до складу проспекту 40-річчя Жовтня (нині Голосіївський проспект). 
У 1970-х роках відбулось будівництво корпусів Кібернетичного центру, першим з яких у 1971 році відкрито корпус № 6 (буд. № 40). Очолював наукову установу видатний вчений-кібернетик — Віктор Глушков.
З 1973 року розпочалась забудова житлового масиву Теремки - І з парного боку проспекту.
1976 року частина (парна) проспекту від Одеської площі до міської межі отримала назву вулиця Маршала Кошового.
У 1982 році від проспекту 40-річчя Жовтня було відокремлено ділянку між Васильківською вулицею та міською межею під сучасною назвою, на честь Віктора Глушкова. 
З 1985 року розпочалась забудова житлового масиву Теремки - І з непарного боку проспекту.
У 1990 році вулицю Маршала Кошового знову приєднано до проспекту Академіка Глушкова — так остаточно сформувався проспект у теперішньому вигляді.
2003 року відкрито торговий центр «Магелан» (буд. № 13Б).
У 2012 на проспекті відкрито станцію Київського метрополітену «Іподром», а наступного року — «Теремки».

## Заклади та установи
- № 1 — Національний комплекс «Експоцентр України»;
- № 3 — автостанція «Південна»;
- № 2 — Київський національний університет ім. Т. Шевченка (факультети біологічний, географічний);
- № 4 — факультети КНУ: фізичний, радіофізичний, кібернетики, механіко-математичний;
- № 6 — Український фізико-математичний ліцей КНУ ім. Т. Шевченка;
- № 9 — Льодовий стадіон;
- № 10 — Київський іподром;
- № 11 — Колишній ресторан «Вітряк» із мозаїкою «Вітер», пам’ятка монументального мистецтва;
- № 11а — церква Різдва Пресвятої Богородиці;
- № 13б — ТРЦ «Магелан»;
- № 17а — СЗШ № 269;
- № 20 — Дитячий садок № 513 «Теремок»;
- № 28 — СЗШ № 132;
- № 31а — ДЮСШ з гірського велоспорту «Голосіїв»;Спортивний комплекс;
- № 36 — супермаркет «Велика Кишеня»;
- № 40 — Кібернетичний центр: Інститут кібернетики імені Глушкова; Інститут космічних досліджень; Інститут програмних систем, Міжнародний центр інформаційних технологій і систем
- № 41б — Дитячий садок № 285 санаторного типу;
- № 42 — Кібернетичний центр: Інститут проблем математичних машин і систем
- № 42в — Міжнародний Європейський Університет;

- № 55а — Школа-дитсадок «Барвінок».

## Зображення

Анотаційна дошка на честь Академіка Глушкова
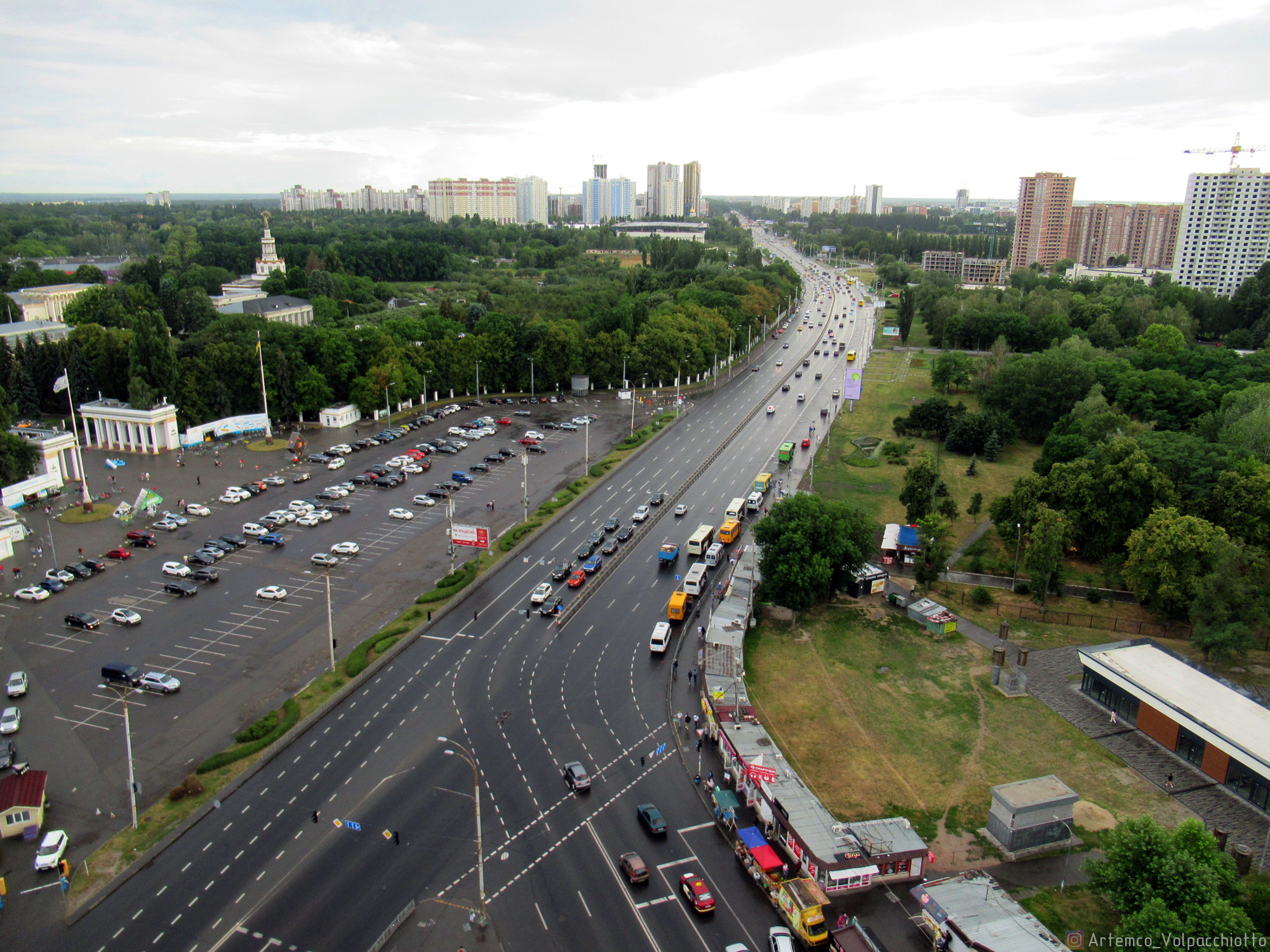
просп. Глушкова від початку – прилучання вул. Васильківської і Голосіївського просп.
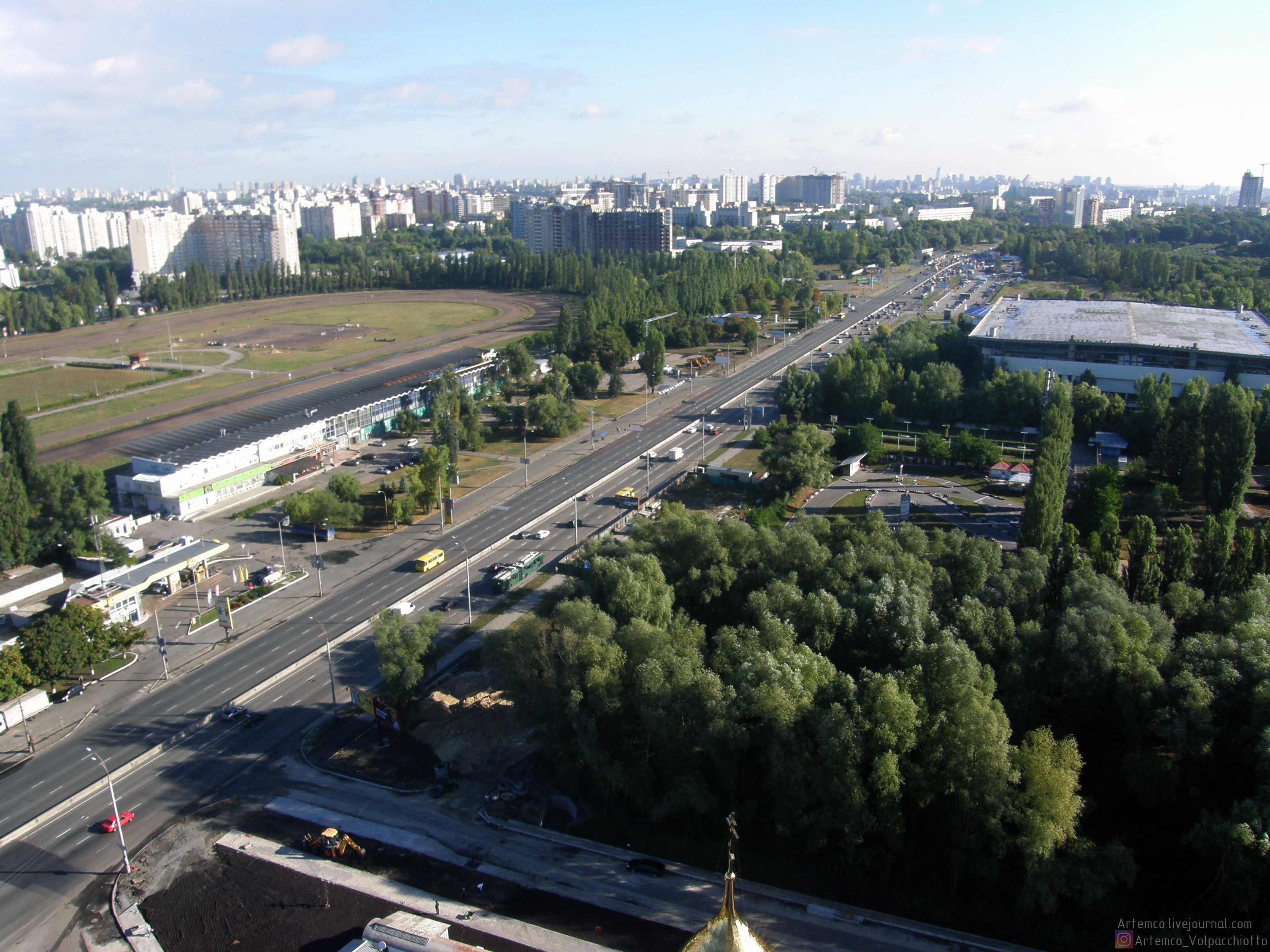
проспект Глушкова на північний схід від Одеської площі
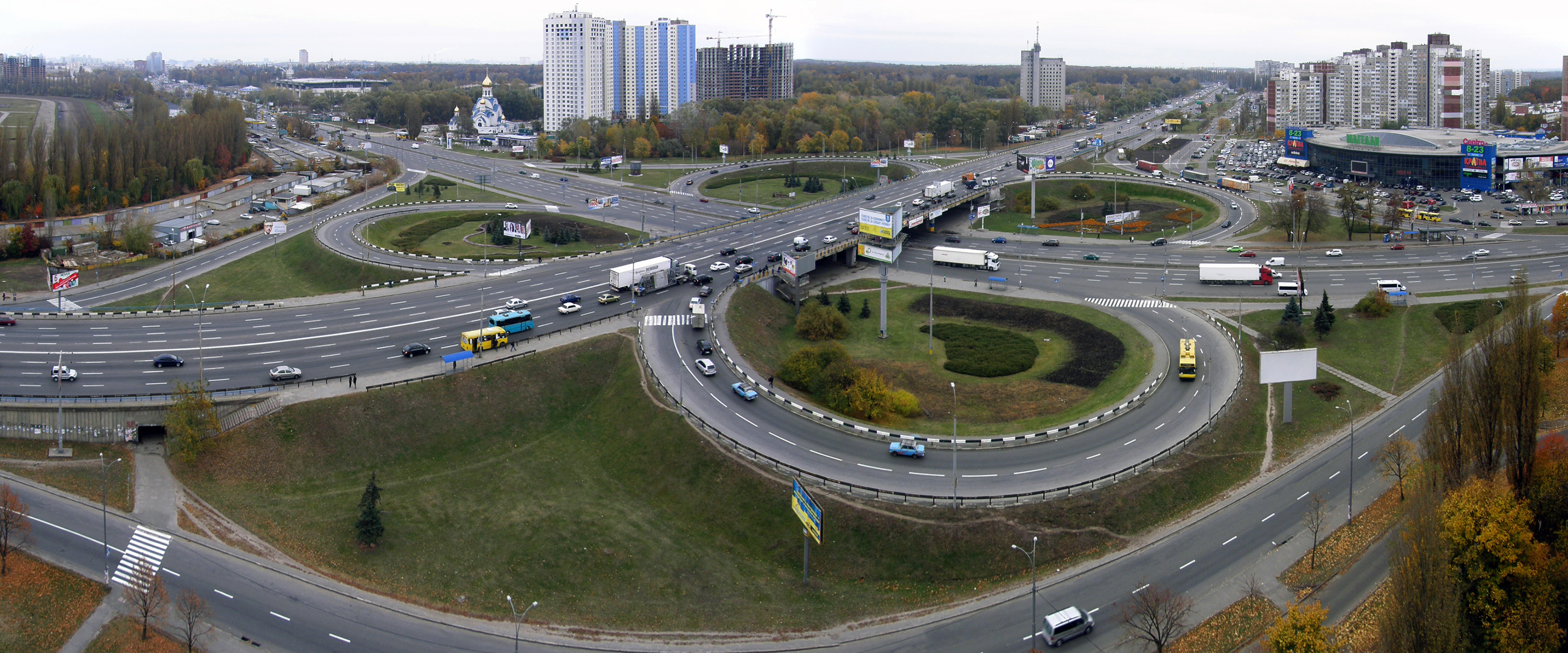
Одеська площа – розв'язка проспекту Глушкова з Великою Окружною дорогою (вулицею Заболотного)
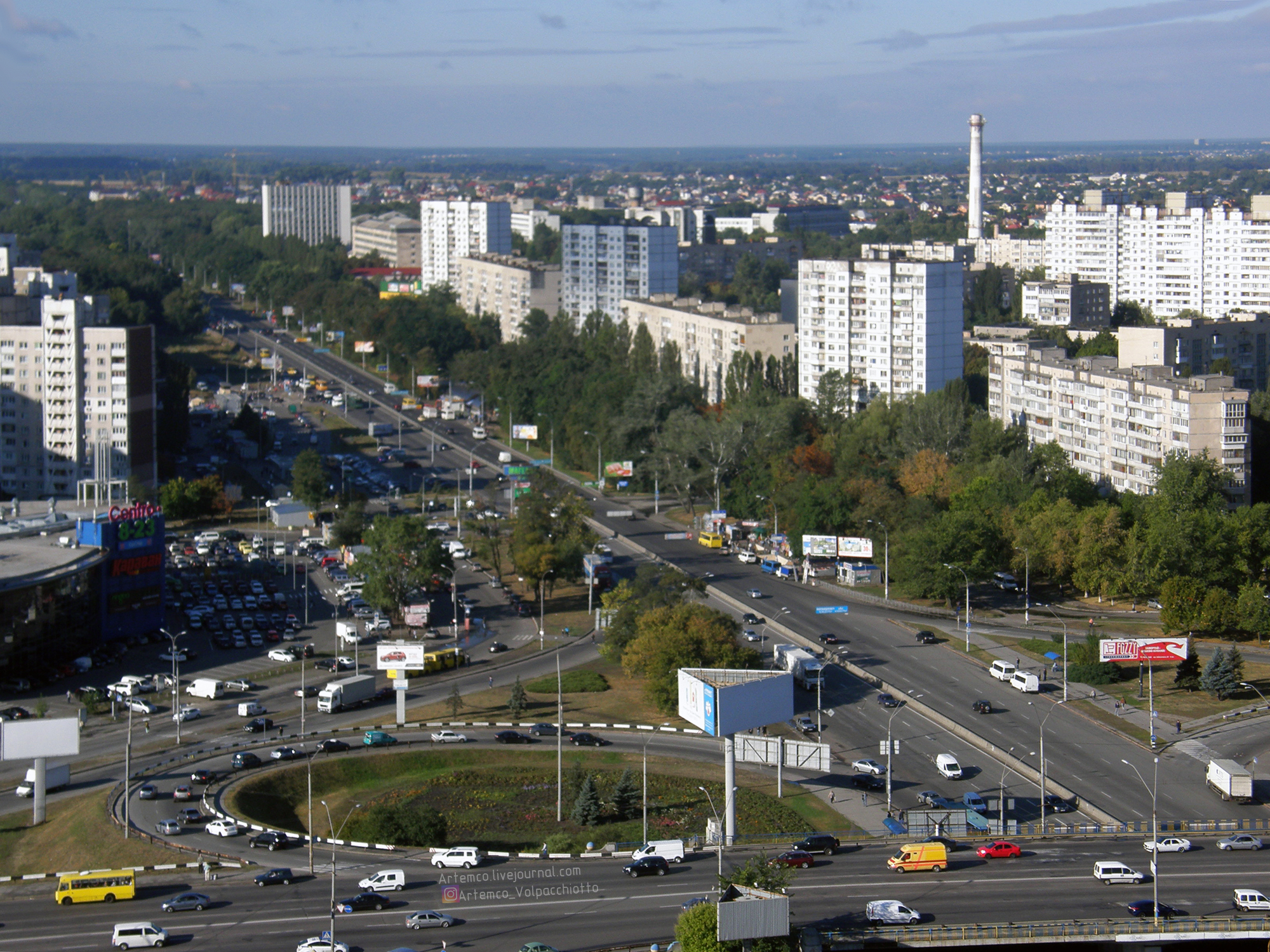
проспект Глушкова на південний захід від Одеської площі
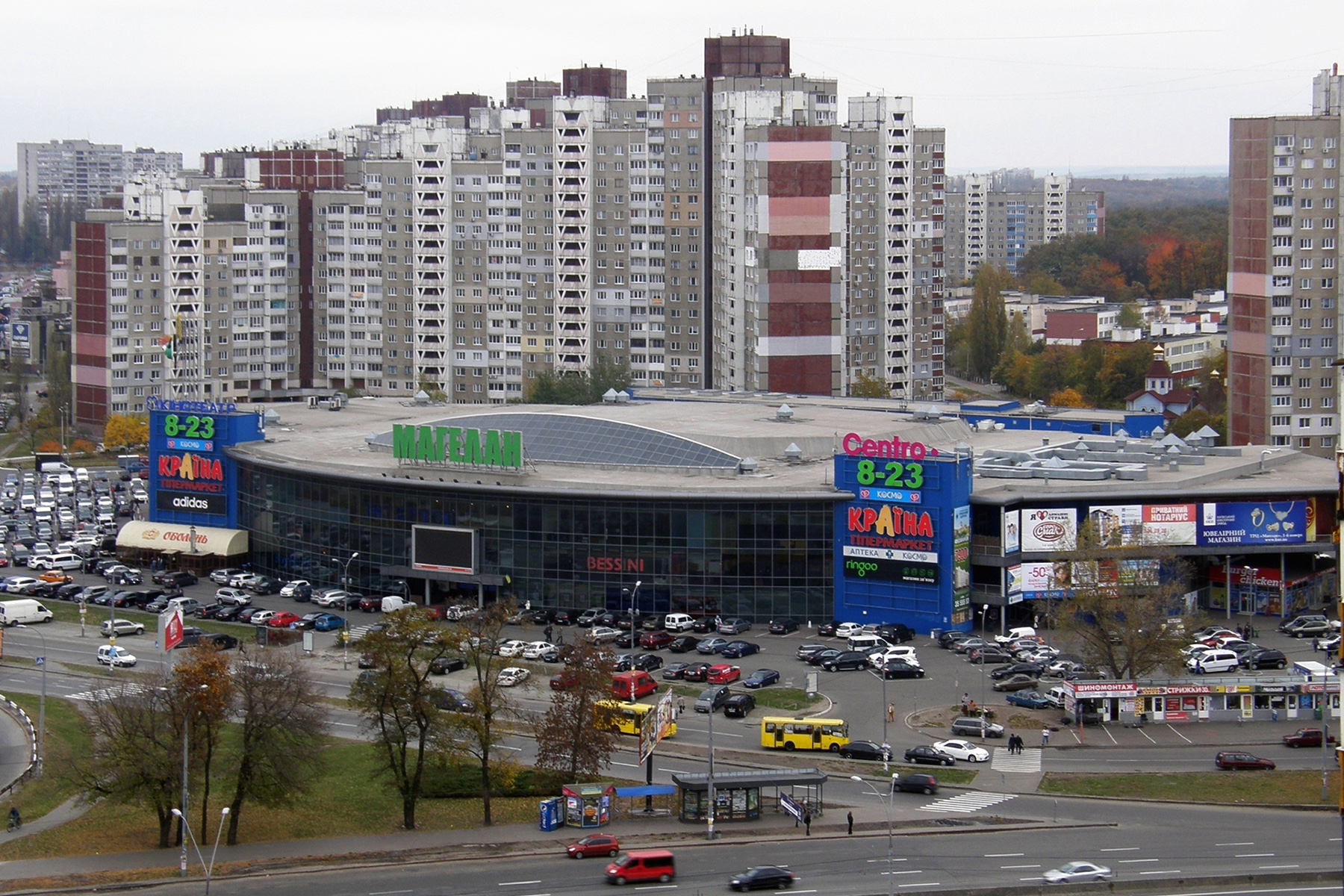
ТРЦ «Магелан»
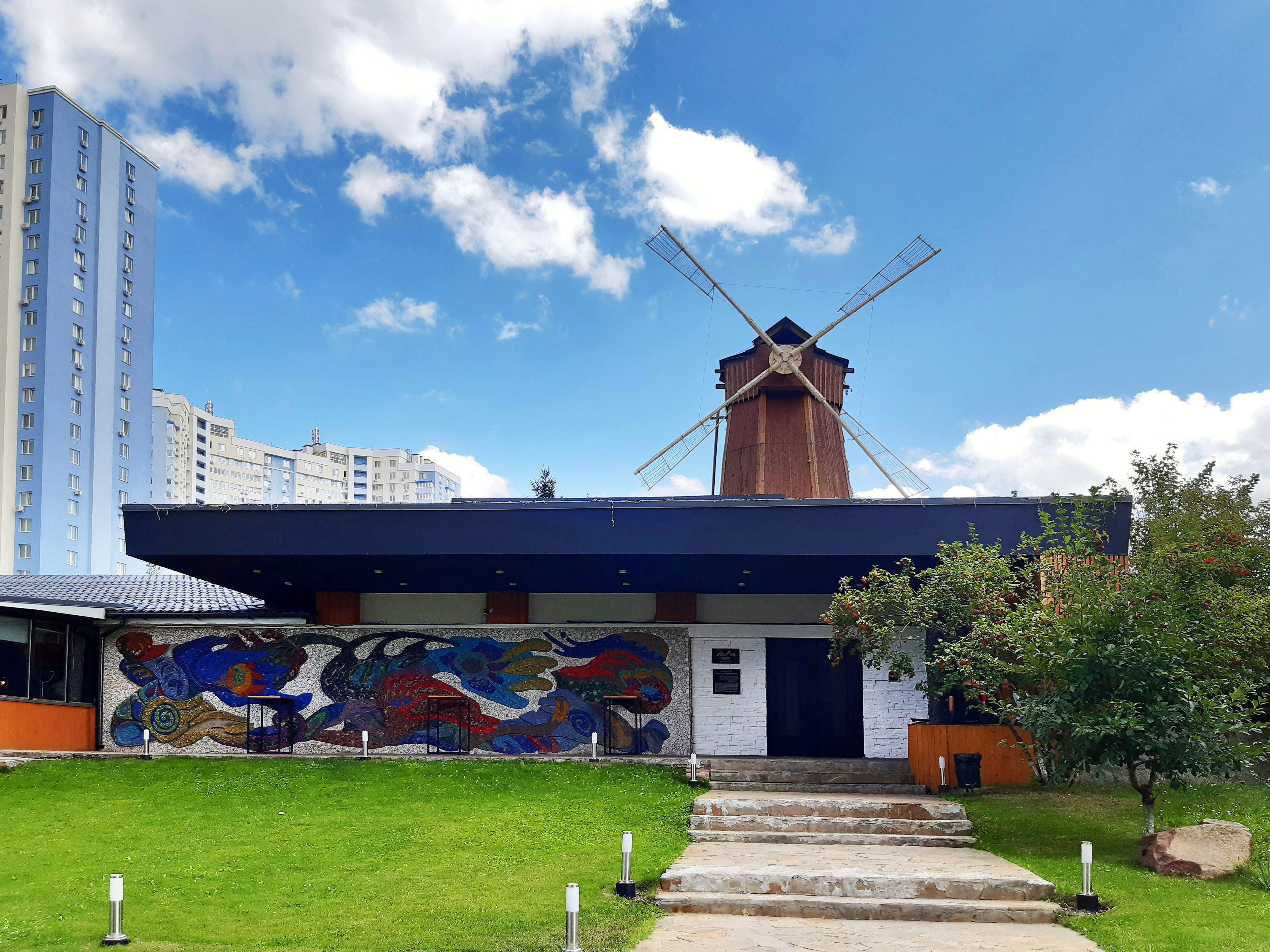
Колишній ресторан «Вітряк»